# Бирюков, Владлен Егорович
Владле́н Его́рович Бирюко́в (7 марта 1942 — 2 сентября 2005) — советский и российский актёр театра и кино. Народный артист Российской Федерации (2002). Лауреат Государственной премии СССР (1979).

## Краткая биография
Владлен Бирюков родился в селе Никоново Новосибирской области. После окончания школы работал на Бердском радиозаводе, служил в армии.
В 1966 году, после окончания Новосибирского театрального училища, стал актёром Новосибирского ТЮЗа (позже — театр «Глобус»). С 1971 года по 2003 год служил в новосибирском театре «Красный факел».
Умер 2 сентября 2005 года в Бердске от онкологического заболевания, диагностированного в 2000 году. Похоронен на городском кладбище, рядом с могилой матери.

## Семья
Отец — Егор Бирюков, погиб на фронте.
Мать — Раиса Фёдоровна Бирюкова (1907-1991). Похоронена в Бердске на городском кладбище.
Первая жена (с 1964 по 1986) — Людмила Александровна Колесникова (род. 1940), работала оператором на новосибирском телевидении.
- Дочь — Надежда Владленовна Бирюкова
  - Внук

Вторая жена (с 1987 по 2005) — Татьяна Петровна Фирсова (род. 1948), в молодости работала манекенщицей. Официально зарегистрировали отношения в 2004 году. 
- Падчерица

## Награды и премии
- Государственная премия СССР (1979) — за исполнение роли Якова Алейникова в телесериале «Вечный зов».
- Государственная премия РСФСР имени братьев Васильевых (1984) — за исполнение роли Павла Тихонова в фильме «Приказ: Перейти границу» (1982)
- Золотая медаль им. Довженко - за художественный фильм «Приказ: перейти границу» (1983)
- Премия КГБ СССР за многосерийный телевизионный фильм «Вечный зов» (1983)
- Почетный знак Союза кинематографистов РФ «Золотая камера» за выдающийся вклад в российский кинематограф (1999)
- В канун нового столетия B. Бирюков признан благодарными земляками «Гражданином XX века Новосибирской области» (2000).
- Диплом Петровской академии паук и искусств, об избрании членом-корреспондентом Академии (2001).
- «Золотая стипендия фонда культуры Новосибирской области» (2002)
- Медаль «За вклад в наследие народов России» (2002)
- Занесен в книгу Почета Сибири за большой личный вклад в развитие кинематографического и сибирского театрального искусства» (2003)
- Народный артист Российской Федерации (2002)
- Заслуженный артист РСФСР (1983)
- Медаль ордена «За заслуги перед Отечеством» II степени (1996)[6]

## Театральные работы
- Медведенко («Чайка» А. Чехова)
- Васька Пепел («На дне» М. Горького)
- Старшина Васков («А зори здесь тихие» Б. Васильева)
- Федя-Мефистофель («Святой и грешный» М. Ворфоломеева)
- Астров («Дядя Ваня» А. Чехова)
- Устинов («Комиссия» по роману С. Залыгина)
- Вандергельдер («Хорошо проведенный день, или Привет, Долли!» Т. Уайлдера)
- Городничий («Ревизор» Н. Гоголя)
- Чебутыкин («Три сестры» А. Чехова)

## Фильмография
- 1969 — Алкина песня (фильм-опера) — Сергей
- 1973 — Горячий снег — Скорик, старшина батареи
- 1973 — 1983 — Вечный зов — Яков Николаевич Алейников
- 1976 — Быть братом — Николай Коваль
- 1978 — Молодая жена — Алексей Терехов
- 1978 — У меня всё нормально — полковник Алексей Петрович Баташов, полковник
- 1980 — Тайное голосование — Степан Васильевич Иванченко
- 1981 — Две строчки мелким шрифтом — эпизодическая роль
- 1981 — Приказ: огонь не открывать —  майор Павел Тихонов, комбат
- 1982 — Приказ: перейти границу —  майор Павел Тихонов, комбат
- 1983 — Жил-был Пётр — начальник Петра (нет в титрах)

- 1984 — Парашютисты — генерал Николай Игнатьевич

- 1985 — Тайга (короткометражный) — Горяев

- 1988 — Хлеб — имя существительное — Воронин
- 1988 — Мы и наши лошади — Повалихин
- 1992 — Овен
- 2004 — Гордый варяг — Старый шкипер

## Память
В 2008 году в Новосибирске на стене многоквартирного жилого дома, где проживал актёр (ул. Сибирская, 51) установлена мемориальная доска.
В 2014 году Новосибирский фонд культуры и НФ Российского фонда культуры объявил об учреждении театральной (кино- и теле-) премии для молодых актеров имени Владлена Бирюкова.
В августе 2015 года на малой родине Владлена Бирюкова,  в деревне Никоново Маслянинского района, был открыт дом-музей Владлена Бирюкова.
В сентябре 2016 года в Бердске открылся мемориальный музей актёра.